# Segunda Conferencia Internacional sobre Nutrición
La Segunda Conferencia Internacional sobre Nutrición (CIN2) se celebró en la sede de la Organización de las Naciones Unidas para la Alimentación y la Agricultura (FAO), en Roma, del 19 al 21 de noviembre de 2014.

## Celebración
La Segunda Conferencia Internacional sobre Nutrición (CIN2), una reunión intergubernamental inclusiva sobre nutrición organizada conjuntamente por la Organización de las Naciones Unidas para la Alimentación y la Agricultura (FAO) y la Organización Mundial de la Salud (OMS), se celebró en la sede de la FAO, en Roma, del 19 al 21 de noviembre de 2014.

19-21 de noviembre de 2014, Roma, Italia
La Segunda Conferencia Internacional sobre Nutrición (CIN2) fue una reunión intergubernamental de alto nivel que centró la atención mundial en lucha contra la malnutrición en todas sus formas. Más de 2 200 participantes asistieron a la reunión, incluyendo representantes de más de 170 gobiernos, 150 representantes de la sociedad civil y cerca de 100 de la comunidad empresarial. Además de las sesiones plenarias celebradas los días 19, 20 y 21 de noviembre, varios eventos previos a la conferencia para los parlamentarios, la sociedad civil y el sector privado, así como mesas redondas y eventos paralelos, sirvieron a los participantes como foro para profundizar en temas de nutrición específicos. Los gobiernos participantes en la conferencia aprobaron los dos principales documentos resultantes de la CIN2 —la Declaración de Roma sobre la nutrición y el Marco de Acción—,que comprometen a los líderes mundiales a establecer políticas nacionales encaminadas a la erradicación de la desnutrición y a la transformación de los sistemas alimentarios para conseguir que las dietas nutritivas estén disponibles para todos.
Organización de las Naciones Unidas para la Alimentación y la Agricultura

## Segunda Conferencia Internacional sobre Nutrición
- Múltiples sectores y partes interesadas unen sus fuerzas para combatir la malnutrición en la CIN2
- VÍDEO: ¿Qué son los sistemas alimentarios?
- Nuevo impulso mundial para erradicar la malnutrición
- Presentación del nuevo sitio web sobre directrices dietéticas

## Destacados
- Declaración de Roma sobre Nutrición
- Marco estratégico de acción

## Datos sobre el hambre
- Datos sobre el hambre

## Herramientas
- Herramientas

## Declaraciones
- Miércoles 19 de noviembre
- Jueves 20 de noviembre
- Viernes 21 de noviembre

## Eventos previos a la Conferencia
- Evento de los Parlamentarios, 18 de noviembre de 2014
- Evento del sector privado, 18 de noviembre de 2014
- Evento de la Sociedad Civil, 17 al 18 de noviembre de 2014

## Eventos de la Conferencia
- Round Tables Programme
- Actos paralelos